# Földváry Sándor
Földvári Földváry Sándor (Gyergyószentmiklós, 1809. november 26. – Pest, 1868. július 29.) magyar katona, honvédezredes, Földváry Károly honvédezredes ikertestvére.

## Élete
Székely származású volt, a Földváry család sarjaként született. 1848-ban Szegeden szabadcsapatot, utóbb egy honvédzászlóaljat toborzott és szervezett; a szabadságharcban vitézségéért a „bátrak legbátrabbika” elnevezést érdemelte ki; kitüntette magát 1849. március 22-én a szőregi, április 11-én a vilovai csatákban, Szenttamás ostrománál (április 3.) az elfoglalt sáncokra ő tűzte ki a zászlót); 1849. április 4-éig a 3. honvéd-zászlóalj (a vörössipkások) őrnagya volt; ekkor alezredesnek léptették elő. Május 17-én a magyar katonai vitézség rend második osztályát is kiérdemelte, augusztus 4-én Görgei Artúr ezredesnek nevezte ki. A szabadságharc után külföldre menekült, amikor 1861-ben visszatérhetett, Eger városa február 28-án díszpolgárrá avatta, Szeged városa pedig április 15-én lakosainak sorába fölvette és 100 hold földdel ajándékozta meg.

## Munkái
- Költeményt irt a Tavasz (Pápa, 1845.) c. zsebkönyvbe.
- Levele Szeged városához, Apátfalva 1861. jan. 7. (Vasárnapi Ujság, 1861. 39. sz.)
- 1848–49. napiparancsai és jegyzetei kéziratban maradtak.